# 広島市立中筋小学校
広島市立中筋小学校（ひろしましりつ なかすじしょうがっこう）は、広島県広島市安佐南区中筋二丁目にある公立小学校。

## 歴史
- 1977年（昭和52年） - 創立
- 2007年（平成19年） - 分校として東野小学校を開校

## 学区
広島市安佐南区中筋全域、東野・東原の一部

## 進路
卒業生は基本的に広島市立東原中学校に進学する。

## 周辺施設
- 広島市立中筋児童館(併設)
- 広島市立東原中学校
- アストラムライン中筋駅
- フタバ図書MEGA祇園中筋店
- にしき堂 祇園新道中筋店

## 著名な出身者
- HIPPY（シンガーソングライター）

## 備考
東野小学校が開校されるまで、中筋小学校区は広島市のベッドタウンとして急に人口がふくれあがり、どんどん児童数が増え続け、児童数が1200人を超えていた。そこで、平成19年に、分校として東野小学校を開校し、現在は児童数800人程度と落ち着いている。